# 顶替
顶替，是中華人民共和國计划经济时代的一项劳动就业制度，是指工作單位中的職工退休、退职后，原有工作单位的崗位由其子女接任。該制度起源于1950年代，1970年代末至1980年代初開始大規模實施。